# Jeon Yeo-been
Jeon Yeo-been (* 26. Juli 1989) ist eine südkoreanische Schauspielerin.

## Leben
Jeon Yeo-been studierte Rundfunk an der Dongduk Women’s University in Seoul und sammelte dabei etwas Schauspielerfahrung. Moon So-ri sah Jeon in einem Trailer für das Seoul Women’s Film Festival und engagierte sie für eine Rolle in ihrem Kurzfilm The Best Director (2015), einem Teil des Episodenfilms The Running Actress (2017). Fortan erhielt sie kleinere Rollen in einigen Filmproduktionen. 2015 hatte sie in The Treacherous einen kurzen Auftritt. 2016 hatte sie ihre erste größere Rolle in der Independent-Tragikomödie Merry Christmas Mr. Mo von Lim Dae-hyung. Ihren Durchbruch verschaffte ihr 2017 der Film After My Death, der Abschlussfilm von Kim Ui-seok von der Korean Academy of Film Arts. Der Film erhielt auf dem Busan International Film Festival 2017 den New Currents Award für das beste Erstlingswerk. Weiterhin wurde Jeon Yeo-been als beste Schauspielerin ausgezeichnet.
2019 spielte sie eine Hauptrolle in Lee Byeong-heons von der Kritik gefeierten Fernsehserie Be Melodramatic. 2020 folgte eine Hauptrolle in der Komödie Rettet den Zoo und der Film noir Night in Paradise.

## Filmografie

### Filme
- 2015: The Best Director (최고의 감독)
- 2015: The Treacherous (간신 Gansin)
- 2016: The Age of Shadows (밀정)
- 2016: Great Patrioteers (우리 손자 베스트 Uri Sonja Best)
- 2016: Eonniga Jeugeotda (언니가 죽었다, Kurzfilm)
- 2016: Merry Christmas Mr. Mo (메리 크리스마스 미스터 모)
- 2017: Dongseung (동승, Kurzfilm)
- 2017: Write or Dance (여자들 Yeojadeul)
- 2017: The Running Actress (여배우는 오늘도)
- 2017: After My Death (죄 많은 소녀)
- 2018: Illang: The Wolf Brigade (인랑)
- 2019: Forbidden Dream (천문: 하늘에 묻는다)
- 2020: Rettet den Zoo (해치지않아)
- 2020: Night in Paradise

### Fernsehserien
- 2017: Save Me (구해줘 Guhaejwo)
- 2018: Live (라이브)
- 2019: Be Melodramatic (멜로가 체질 Melloga Chejil)
- 2021: Vincenzo (빈센조 Binsenjo)
- 2022: Glitch (글리치 Geullichi)
- 2023: A Time Called You (너의 시간 속으로)

## Auszeichnungen
Busan International Film Festival
- 2017: Auszeichnung in der Kategorie Darstellering des Jahres für After My Death[2]

Seoul Independent Film Festival
- 2017: Auszeichnung mit dem Independent Star Award für After My Death[2]

Busan Film Critics Awards
- 2018: Auszeichnung in der Kategorie Beste Neue Darstellerin für After My Death

Buil Film Awards
- 2019: Auszeichnung in der Kategorie Beste Neue Darstellerin für After My Death

Chunsa Film Art Awards
- 2019: Auszeichnung in der Kategorie Beste Neue Darstellerin für After My Death

Daejong-Filmpreis
- 2020: Auszeichnung in der Kategorie Beste Neue Darstellerin für After My Death[3]